# 崔益鉉
崔益鉉（韓語：최익현，1834年1月14日—1907年1月1日），字贊謙，号勉庵，是朝鲜近代史上著名的儒学家、爱国者，乙巳义兵运动主要领导人之一。

## 生平

### 早年
崔益铉是朝鲜王朝后期的儒林领袖，他祖籍庆尚道庆州府，纯祖三十四年十二月十五日（1834年1月14日）出生于朝鲜京畿道抱川郡。是金琦铉和李恒老的门人，自幼受到严格的理学教育，受华夷之辨影响很大，这使他后来成为激进的排外论者。
哲宗六年（1855年）参加科举考试，获明经科甲科及第，历任顺康园守奉官、新昌县监、成均馆典籍、司宪府持平、司谏院正言、吏曹正郎等职务。高宗五年（1868年），崔益铉用持斧頭上疏请求中止景福宫工程，并革罢苛捐杂税，因而触怒了摄政的高宗生父兴宣大院君，被罢黜官职，放逐归乡。

### 仕途
高宗十年（1873年），崔益铉被重新起用为承政院同副承旨。崔益铉复官以后立刻上疏请求恢复被大院君裁撤的全国各地的书院。此举获得高宗的嘉奖，崔益铉被擢升为户曹参判。
此时王妃闵妃正欲取代大院君而上台执政，便注意到了崔益铉的举动。高宗和闵妃密召崔益铉，要他再写一道奏疏，直接弹劾大院君本人。高宗十年（1873年）十一月三日，崔益铉上疏弹劾大院君，不久高宗就下令将他流放到济州岛，这实际上是高宗和闵妃为了避免崔益铉在汉城遭到大院君的迫害，而采取的以处罚之名、行保护之实的做法。在这篇奏疏中，崔益铉这样痛斥大院君的失政：
|  | 皇庙之撤，君臣之伦斁矣；书院之罢，师生之义绝矣；鬼神出后，父子之亲紊矣；国贼伸雪，忠逆之分混矣；胡钱之用，华夷之别乱矣。惟此数三条件，打成一片，天理民彝固已荡然而无复余存矣。加之以土木愿纳之类，相为表里，而为殃民祸国之资斧者，几年于此矣。此非变先王之旧章、斁天下之彝伦而何哉？ |

他尤其指责大院君撤废书院的做法认为裁撤书院是废弃教育，埋没人才的愚民政策，影响国家的安危：
|  | 古之教者，家有塾，党有庠，州有序，国有学。今我朝之成均是古之国学也,乡校是古之州序也，书院是古之党庠也。且设院之本意，则讲学明道实为之主，而乡先生崇德报功，仍其余事也。不谋广置，惟嫌叠享，并与其已举者而加废之，存十一于千百，则深违学校之古制，大失创设之本情。 |

崔益铉他把这些错误归咎于大院君，称“任事之臣（即大院君）壅蔽聪明，操纵威福，纲目俱弛，而致有今日之痼弊也”。他主张大院君应该和高宗恢复君臣之伦，不应再干预朝政。果然，高宗接受了崔益铉之上疏，并在当天宣布亲政，命令大院君离开汉城，不准干预国政。大院君的十年势道就此终结，从此开始了由高宗亲政、闵妃掌握实权的时代。 崔益铉作为推翻大院君的关键人物，也在不久后获得赦免，回到汉城。
高宗十三年（1876年）正月，日本强迫朝鲜缔结《江华条约》，打开了朝鲜的国门。崔益铉利用他在儒林中的领袖地位，率领大批儒生在王宫昌德宫门前持斧上疏，坚决反对与日本谈判乃至缔约。他指出：
|  | 臣闻贼船之报，意谓廊庙当有定论，侧听屡日尚无所闻。外间喧传意在求和，万口同愤，四境汹汹。如其讹也，则公私幸甚；如其实也，则为贼人地也，非为国家也。此说施行，殿下之势去矣。……和出于彼之乞怜，强在我而我足以制彼，其和可恃也；今和出于彼之乞怜耶？我之示弱耶？我不备畏怯而求和，则为目前姑息，而向后溪壑之欲何以充？此所以乱亡者一也。彼之物货，皆淫奢奇玩；而我之物货，民命所寄而有限者也，不数年东土数千里，无复支存，国必随亡，此乱亡者二也。彼虽托倭，其实洋贼；和事一成，邪学传授，遍满一国，此乱亡者三也。……持斧伏阙，伏愿亟正大策……如其不然，臣目见域中人没于禽兽，不愿腼面苟活为伍，乞以此斧加臣显戮，使得归陪二圣于地下，亦朝廷之大恩也。 |

崔益铉深刻洞悉了所谓“修好条规”的本质以及日本侵略朝鲜的野心，但由高宗和闵妃最终还是决定和日本缔结条约，并严厉弹压崔益铉等示威者。崔益铉被下令流放到黑山岛，3年后得以释放，回到故乡抱川，专心兴办教育、研究学问。

### 抗日
高宗三十一年（1894年），日本透过中日甲午战争而驱逐清朝势力、控制朝鲜政权。在日本的主导下，朝鲜开化派断行“甲午更张”，开始推行近代化的改革。“甲午更张”的改革措施短期和表面上有利于朝鲜社会的进步，但实际上却是日本推动朝鲜同化于且合并入日本的过渡工具。于是已十多年不问政治的崔益铉向朝廷上了一道《请讨逆复衣制疏》，请求废除“甲午更张”的一切措施，处断朴泳孝、徐光范等开化派“逆贼”，并问罪于侵略朝鲜的日本。
开国五百三年（1895年）八月，日本发动乙未事变，杀害了朝鲜国母闵妃。十一月，以金弘集为首的亲日内阁在日本的指使下发布“断发令”，强制朝鲜男子剪去长髮，改留西式平头。作为儒学者的崔益铉对日本侵略朝鲜的这一系列暴行十分愤慨，毅然站出来对“断发令”进行强烈抨击和顽强抵抗，最后被内部大臣俞吉浚下令将其逮捕至汉城，投入监狱。崔益铉被投狱后始终拒绝断发，表现出坚强的民族气节和志士精神。最终，建阳元年（1896年）2月10日，随着“俄馆播迁”事件的发生，亲日内阁倒台，“断发令”被废，崔益铉也得到释放。
崔益铉被释放后，被高宗任命为“宣谕大员”，负责安抚各地义兵。这些义兵都是因“为国母报仇”和发对“断发令”而于乙未年冬起义的，其中柳麟锡等义兵领导人和崔益铉有密切关系。崔益铉对义兵运动抱同情和支持的态度，后来他自己也成了义兵首领。
随后崔益铉被任命为宫内府特进官、议政府赞政、中樞院议官、京畿道观察使等高级官职，但由于崔益铉坚持儒学，思想保守，看不惯当时社会上的开化风气，更由于不满官场的腐败和倾轧，这些职务不久都被他主动辞退。他还对1897年大韩帝国成立一事持反对态度，他上疏称高宗如要称帝，当继承孝宗遗志，扫清中原，恢复大明，镇抚四夷，即使做不到这一步，如能真正自主自立，“则迨此皇统久绝之日，自任以继天立极，或无所不可”，否则只能流于有名无实而已。
光武八年（1904年）日俄战争期间，日本控制了大韩帝国政府，强迫其订立《日韩议定书》，协助日本对俄国作战。崔益铉获得高宗的密旨，进京与高宗面谈，崔益铉在召对过程中痛斥日本暴行，并提出了一些内政改革的建议。他因此事被日军驻韩司令长谷川好道下令逮捕。
光武九年（1905年）11月17日，日本强迫大韩帝国政府签订《日韩保护协约》（即《乙巳保护条约》），将韩国变为事实上的殖民地。崔益铉悲愤欲绝，立刻上了一道《请讨五贼疏》，要求高宗皇帝向国内外宣布乙巳条约无效，并处断李完用、朴齐纯等对日缔约的“乙巳五贼”。后来他多次遭到日本的迫害，两度被监禁，但仍不屈不挠，并决定亲自出面领导义兵运动，与各地义兵形成呼应，共拒日本侵略者。
光武十年（1906年）6月4日，73岁高龄的崔益铉与林秉瓒、林乐等80多人一道在全罗南道泰仁郡的武城書院宣布举义。在崔益铉起草的声讨日本的檄文中，他这样写道：
|  | 噫！彼日本之贼，实我百世之仇敌，……鱼肉我众庶，掘毁我冢宅，占夺我田地，凡系我民命之资，孰非彼掌握之物？……去年十月之所为，实是万古之未有。一夜间，勒纸片印，五百年宗社遂亡。……凡我宗室、大臣、公卿、文武、士农、工贾、吏胥，修我戈矛，一乃心力，殄灭逆党，食其肉而寝其皮；歼剿仇夷，绝其种而捣其穴，无往不复。措国势于泰磐，转危为安；拯人类于涂炭，所恃师直。 |

崔益铉还发表了分为16条的名为《寄日本政府》的义举疏略，提出要进兵北上汉城与日本统监伊藤博文谈判。之后崔益铉在淳昌结集450人的义兵队伍，自任义兵大将。崔益铉带领的起义队伍作战英勇，多次打败日军，直逼全罗道首府全州城，义兵队伍也发展到近千人。被日本控制的韩国政府先派李道宰携诏敕招降，许以高官厚禄，但崔益铉不为所动，严词拒绝；接着韩国政府派遣大军前往全州，准备镇压崔益铉的义兵。
崔益铉在交战的过程中得知这是政府军（镇卫队），认为不应同胞相残，便致书镇卫队统帅韩镇昌，对其晓之以理动之以情，请其退兵以避免自我残杀。谁料韩镇昌不但不退兵，反而利用崔益铉的天真和麻痹袭击包围义兵，结果崔益铉的义兵队伍猝不及防，阵脚大乱，义兵将领郑时海阵亡，崔益铉和林炳瓒等人当场被俘，押往汉城。崔益铉的义兵队伍就这样昙花一现，很快就被镇压了。
光武十年（1906年）8月，崔益铉等人被流放到日本对马岛。12月30日（阴历十一月五日），崔益铉在对马绝食殉国，遗诗一首以明其志：
|  | 起瞻北斗拜琼楼 白首蛮衫愤涕流 万死不贪秦富贵 一生长读鲁春秋 |

## 评价
- 崔益铉生前就已经是儒林领袖而受到尊敬，逝世后更是获得了朝鲜半岛人民的高度崇敬。他逝世时，遗体被运回韩国，“码头男女老少万余人，皆呼号先生，哭声震地”。[5]
- 崔益铉的败死，也导致了义兵运动的低潮，“自益铉败，两湖士大夫益丧气，不敢复言举义矣。”足见他影响之大。[6]
- 高宗皇帝曾给崔益铉题写“艰虞孔棘慕卿宿德”，以表彰他的高风亮节。
- 朝鲜民主主义人民共和国前领导人金日成在其回忆录《与世纪同行》中就提到“崔益铉被劫至对马岛，拒不食倭贼的饭，以绝食殉国”的事迹，作为朝鲜人民抗日斗争的典范之一。[7]
- 大韩民国于1962年授予崔益铉建国勋章的最高荣誉，表彰他为韩国独立运动做出的贡献。
- 韩国多个地方有崔益铉的祠庙和铜像，以永远纪念和缅怀。本词条图示的为忠清南道青阳郡七甲山的崔益铉铜像。

## 著作
崔益铉一生著述颇丰，他的诗歌、散文、书信、奏疏被收录在《勉庵集》中，全部用汉字写成。1931年，《勉庵集》被编辑出版，合48卷24册。